# 蓋平県 (瀋陽市)
蓋平県（がいへい-けん）は、中華人民共和国遼寧省にかつて存在した県。現在の新民市南東部に相当する。
前漢により設置され、西晋により廃止された。